# Marshalliana latevittata
Marshalliana latevittata is een vlinder uit de familie Metarbelidae. De wetenschappelijke naam van deze soort is voor het eerst gepubliceerd in 1949 door Erich Martin Hering.
De soort komt voor in Congo-Kinshasa.